# 诉衷情
诉衷情，词牌名。
双调四十五字，前后阕各三平韵，一韵到底。又一体四十四字，将前阕四五句变为“[平]仄仄平平”。

## 词牌格式
平平仄仄仄平平。仄仄仄平平。平平仄仄平仄，仄仄仄、仄平平。

平仄仄，仄平平，仄平平。仄平平仄，仄仄平平，仄仄平平。
或
平平仄仄仄平平。仄仄仄平平。平平仄仄平仄，仄仄仄平平。

平仄仄，仄平平，仄平平。仄平平仄，仄仄平平，仄仄平平。

## 例词
- 晏殊

芙蓉金菊鬥馨香。天氣欲重陽。遠村秋色如畫，紅樹間疏黃。
流水淡，碧天長。路茫茫。憑高目斷。鴻雁來時，無限思量。
- 歐陽修

清晨簾幕捲輕霜，呵手試梅妝。都緣自有離恨，故畫作、遠山長。
思往事，惜流芳，易成傷。擬歌先斂，欲笑還顰，最斷人腸。
- 陸游

当年万里觅封侯，匹马戍梁州。关河梦断何处？尘暗旧貂裘。
胡未灭，鬢先秋，泪空流。此生谁料，心在天山，身老沧洲！
- 周邦彥

出林杏子落金盤，齒軟怕嘗酸。可惜半殘青紫，猶有小唇丹。
南陌上，落花閑，雨斑斑。不言不語，一段傷春，都在眉間。
- 李清照

夜來沈醉卸妝遲，梅萼插殘枝。酒醒薰破春睡，夢斷不成歸。
人悄悄，月依依，翠簾垂。更挼殘蕊，更拈餘香，更得些時。